# Joanna Nowicka
Joanna Nowicka-Kwaśna (* 25. Juli 1966 in Kołobrzeg, Volksrepublik Polen  als Joanna Kwaśna) ist eine ehemalige polnische Bogenschützin.

## Karriere
Joanna Nowicka nahm viermal an Olympischen Spielen teil. Bei ihrem Debüt 1988 in Seoul überstand sie im Einzel zunächst mit 1252 Punkten die erste und mit 304 Punkten auch die zweite Runde, ehe sie im Viertelfinale mit 303 Punkten nicht über den 16. Rang unter den noch übrig gebliebenen 18 Starterinnen hinauskam und damit ausschied. Mit der Mannschaft zog sie dank 3681 Punkten als neuntplatziertes Team ins Halbfinale ein, war dort mit 945 Punkten aber nur noch die zehntbeste Mannschaft und verpasste mit Joanna Helbin und Beata Iwanek den Sprung ins Finale. Bei den Olympischen Spielen 1992 in Barcelona besiegte sie im Einzel nach 1315 Punkten in der Platzierungsrunde zum Auftakt Nathalie Hibon mit 102:100, musste sich anschließend aber Lai Fang-mei mit 107:109 geschlagen geben. In der Mannschaftskonkurrenz erzielte sie gemeinsam mit Edyta Korotkin und Iwona Okrzesik in der ersten Runde 3808 Punkte und qualifizierte sich damit für die K.-o.-Runde. Gegen die Türkei folgte jedoch bereits in der ersten Runde nach einer 213:235-Niederlage das Aus.
Nowicka sicherte sich vier Jahre darauf bei den Olympischen Spielen in Atlanta ihre erste olympische Medaille. Im Einzel erzielte sie zunächst in der Platzierungsrunde 651 Punkte und gewann in der Ausscheidungsrunde ihre ersten beiden Partien gegen Judith Adams und Lindsay Langston. Im Achtelfinale unterlag sie Olena Sadownytscha mit 158:161 und schied damit aus. Mit der Mannschaft gelang ihr nach Siegen über Russland und die Ukraine dagegen der Halbfinaleinzug, wo sie gemeinsam mit Iwona Dzięcioł und Katarzyna Klata gegen Südkorea mit 237 zu 245 unterlag. Im Duell um die Bronzemedaille setzten sie sich anschließend gegen die türkische Mannschaft mit 244 zu 239 durch und belegten so den dritten Platz. Für diesen Erfolg erhielt sie wie ihre Mannschaftskolleginnen das Silberne Verdienstkreuz der Republik Polen. Bei den Olympischen Spielen 2000 in Sydney erzielte Nowicka im Einzel ihr bestes Abschneiden bei einem olympischen Wettkampf, als sie nach drei Siegen in der Ausscheidungsrunde ins Viertelfinale einzog. Mit 100 zu 106 unterlag sie dort der späteren Bronzemedaillengewinnerin und früheren Olympiasiegerin Kim Soo-nyung. Zusammen mit Anna Łęcka und Agata Bulwa bestritt sie den Mannschaftswettbewerb, der für die Polinnen wie schon 1992 nach einer 217:227-Auftaktniederlage gegen die Türkei bereits frühzeitig endete.
Sie wurde von 1987 bis 1989 dreimal in Folge, sowie nochmals 1991, 1992, 1995 und 1996 polnische Meisterin im Einzel. 1992 gewann sie bei den Europameisterschaften in Valletta die Bronzemedaille.